# ممنوعیت پروازهای کوتاه‌مدت

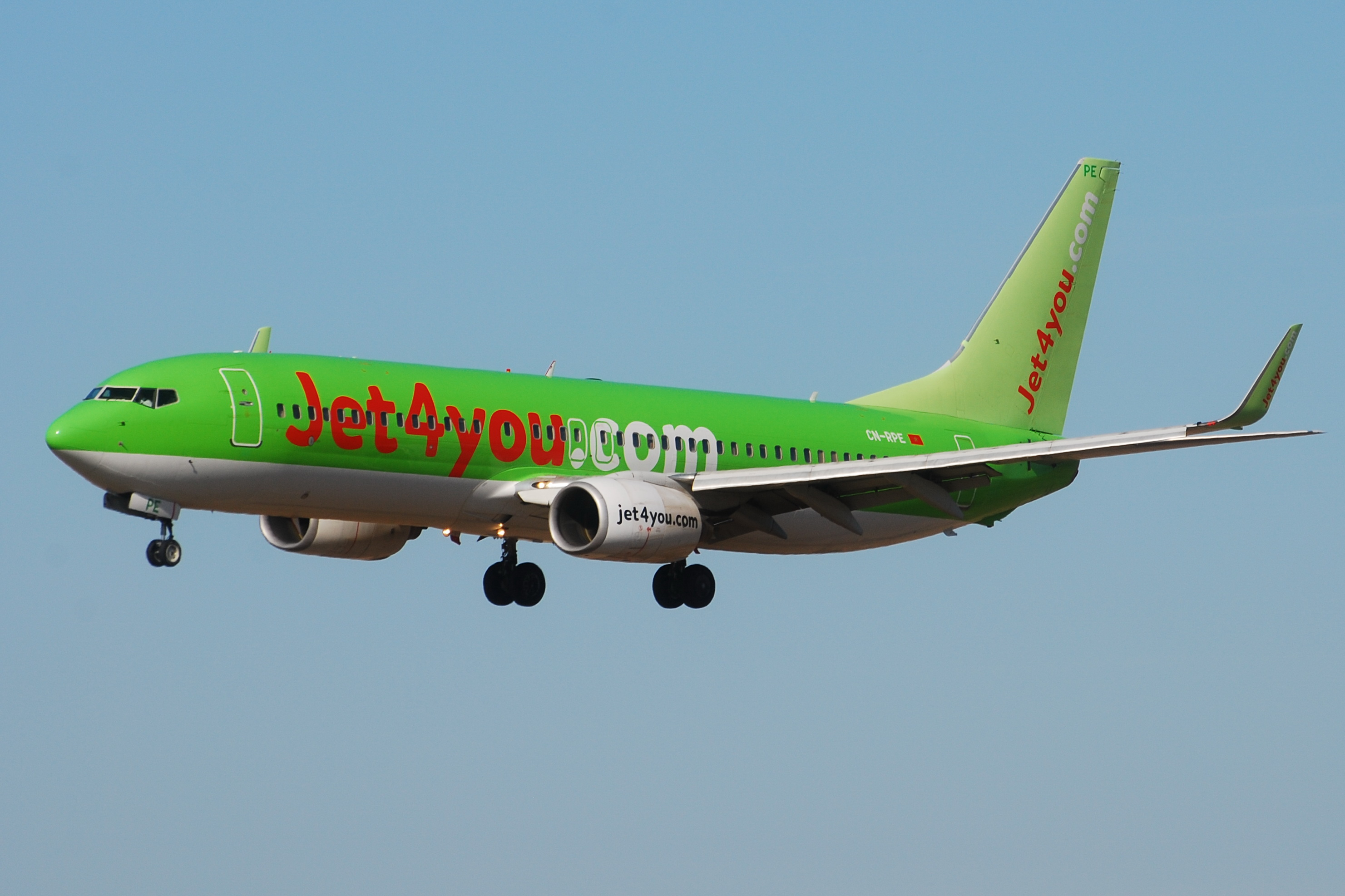
منطقه والونی بلژیک در سال ۲۰۰۶ به دلایل زیست‌محیطی پرواز Jet4you بین شارلروا و لیژ را ممنوع کرد.

ممنوعیت پرواز در مسیرهای کوتاه، محدودیتی است که توسط حکومت بر شرکت هواپیمایی برای ایجاد و حفظ مسیرهای پروازی در مسافت‌های مشخص، یا توسط سازمان‌ها و شرکت‌ها بر کارکنانشان برای سفرهای کاری در این مسافت‌ها اعمال می‌شود، با هدف کاهش تأثیرات زیست‌محیطی صنعت هوانوردی (به‌ویژه برای کاهش گازهای گلخانه‌ای ناشی از فعالیت‌های انسانی که علت اصلی تغییرات اقلیمی است). در قرن بیست و یکم، چندین دولت، سازمان و شرکت، محدودیت‌ها و حتی ممنوعیت‌هایی را برای پروازهای کوتاه مدت اعمال کرده‌اند و مسافران را تشویق یا تحت فشار قرار داده‌اند تا وسایل حمل و نقل سازگارتر با محیط زیست، به ویژه قطارها را انتخاب کنند.
بخشی از مسافران هوایی در مسیرهای کوتاه‌مدت به پروازهای دیگر در مقصد خود متصل می‌شوند. ممنوعیت کلی تأثیر قابل توجهی بر این مسافران خواهد داشت، زیرا اتصال ناکافی ریلی بین فرودگاه‌ها و مراکز اصلی راه‌آهن شهرها عموماً منجر به طولانی‌تر شدن زمان سفر و اختلال در کل سفر مسافران می‌شود.

## تعریف
در مورد این‌که دقیقاً چه چیزی یک «پرواز کوتاه‌برد» محسوب می‌شود، توافق کلی وجود ندارد. در گفت‌وگوهای عمومی مانند مناظره‌ها و نظرسنجی‌ها، این اصطلاح اغلب به‌طور صریح تعریف نمی‌شود. انجمن بین‌المللی ترابری هوایی (IATA) یک پرواز کوتاه‌برد را به‌عنوان «پروازی با مدت زمان ۶ ساعت یا کمتر» تعریف می‌کند و پروازهای بیش از ۶ ساعت را پرواز بلندبرد می‌نامد. در عمل، دولت‌ها و سازمان‌ها استانداردهای متفاوتی تعیین کرده‌اند؛ گاهی بر اساس فاصلهٔ مستقیم بین شهرها به صدها کیلومتر، و گاهی نیز بر اساس مدت زمانی که قطار طی آن می‌تواند همان مسیر را طی کند. به‌عنوان یک نمونه، دانشگاه خرونینگن محدودیت‌هایی را بر اساس هر دو معیار تعیین کرده است: کارکنان این دانشگاه اجازه ندارند مسیرهایی را با هواپیما طی کنند که کمتر از ۵۰۰ کیلومتر فاصله داشته باشند یا مسافتی که بتوان آن را با قطار در کمتر از ۶ ساعت پیمود. با این حال، در محاسبه و تطبیق این دو معیار، نوعی سردرگمی وجود دارد؛ برای مثال، فاصلهٔ مستقیم بین خرونینگن و برلین ۴۶۵ کیلومتر است، اما از طریق جاده ۵۷۷ کیلومتر؛ همچنین، زمان سفر با قطار در این مسیر بین ۵ ساعت و ۴۰ دقیقه تا ۶ ساعت و ۳۰ دقیقه متغیر است.

## نمای کلی

### سازمان‌ها و کسب‌وکارها
سازمان‌ها، از جمله نهادهای دولتی، سازمان‌های غیردولتی (NGO) و شرکت‌های تجاری، گاهی محدودیت‌هایی برای پروازهای کوتاه‌برد کارکنان خود در سفرهای کاری اعمال می‌کنند. در این موارد، معمولاً از کارکنان خواسته می‌شود یا به آن‌ها دستور داده می‌شود که به‌جای هواپیما از قطار استفاده کنند. در برخی موارد استثناهایی نیز در نظر گرفته می‌شود، مانند شرایط اضطراری یا مقاصدی که دسترسی به آن‌ها با قطار دشوار است. اگر پرواز یک کارمند با مقررات تعیین‌شده توسط کارفرما مطابقت نداشته باشد، هزینه‌های سفر او بازپرداخت نخواهد شد.
اداره کل لندن بزرگ: در ۱۲ مارس ۲۰۰۸، شهردار وقت لندن، کن لیوینگستون، پروازهای کوتاه‌برد را برای تمامی ۲۰٬۰۰۰ کارمند اداره کل لندن، شرکت حمل و نقل لندن و آژانس توسعه لندن ممنوع کرد. در گزارشی که همان روز از سوی ساختمان مرکزی شهر منتشر شد، اعلام گردید که تمامی سفرهای درون بریتانیا و بیشتر شهرهای اروپایی باید با قطار انجام شود، مگر آنکه مدت زمان سفر با قطار بیش از ۶ ساعت باشد. در گزارشی که اداره حمل‌ونقل لندن در سال ۲۰۱۰ منتشر کرد، آمده است: «از آنجا که سفر با قطار نسبت به سفر با هواپیما، کربن کمتری تولید می‌کند، بسیاری از سازمان‌ها اکنون پروازهای کوتاه‌برد را در مواردی که سفر جایگزین با قطار کمتر از شش ساعت طول می‌کشد، ممنوع کرده‌اند».
بی‌بی‌سی جهانی (که اکنون استودیوهای بی‌بی‌سی نام دارد): شرکت پخش بریتانیا (BBC) در اکتبر ۲۰۰۹ تصمیم گرفت که تمام کارکنانبی‌بی‌سی دیگر مجاز نباشند با هزینه شرکت پروازهای داخلی یا کوتاه‌برد انجام دهند، مگر در مواردی که سفر با قطار بیش از سه ساعت به زمان سفر آن‌ها اضافه می‌کرد. علاوه بر این، کارکنان موظف بودند پیش از رزرو هر پرواز بلندبرد، به‌طور رسمی توضیح دهند که چرا امکان برگزاری جلسه از طریق یکی از پنج اتاق ویدیوکنفرانس بی‌بی‌سی وجود ندارد. این اقدامات با هدف کاهش تأثیرات زیست‌محیطی و صرفه‌جویی در هزینه‌ها اتخاذ شد.